# Thorvald Hansen
Thorvald Hansen (ur. 1884 r. w Oslo – zm. 1946 r.) – norweski kombinator norweski uczestniczący w zawodach w latach 1900-1909.
Thorvald Hansen wygrał zawody w kombinacji norweskiej podczas Holmenkollen ski festival w 1905 i 1909. Za te zwycięstwa zdobył medal Holmenkollen w 1909.